# Farelay
Omar bin Nacogo Farallahi, conhecido como Farelay, foi um membro da família real de Angoche, traficante de escravos e destacado inimigo de Portugal no norte de Moçambique. Farelay organizou várias alianças entre Angoche e os régulos macuas e esteve no centro de quase toda a actividade anti-portuguesa na região, com vista a atacar território português, resistir à conquista do território pelos portugueses e, sobretudo, preservar o tráfico de escravos, o que fez de Angoche o mais problemático adversário de Portugal entre a foz do Zambeze e o rio Lúrio em finais do séc. XIX e inícios do séc. XX.

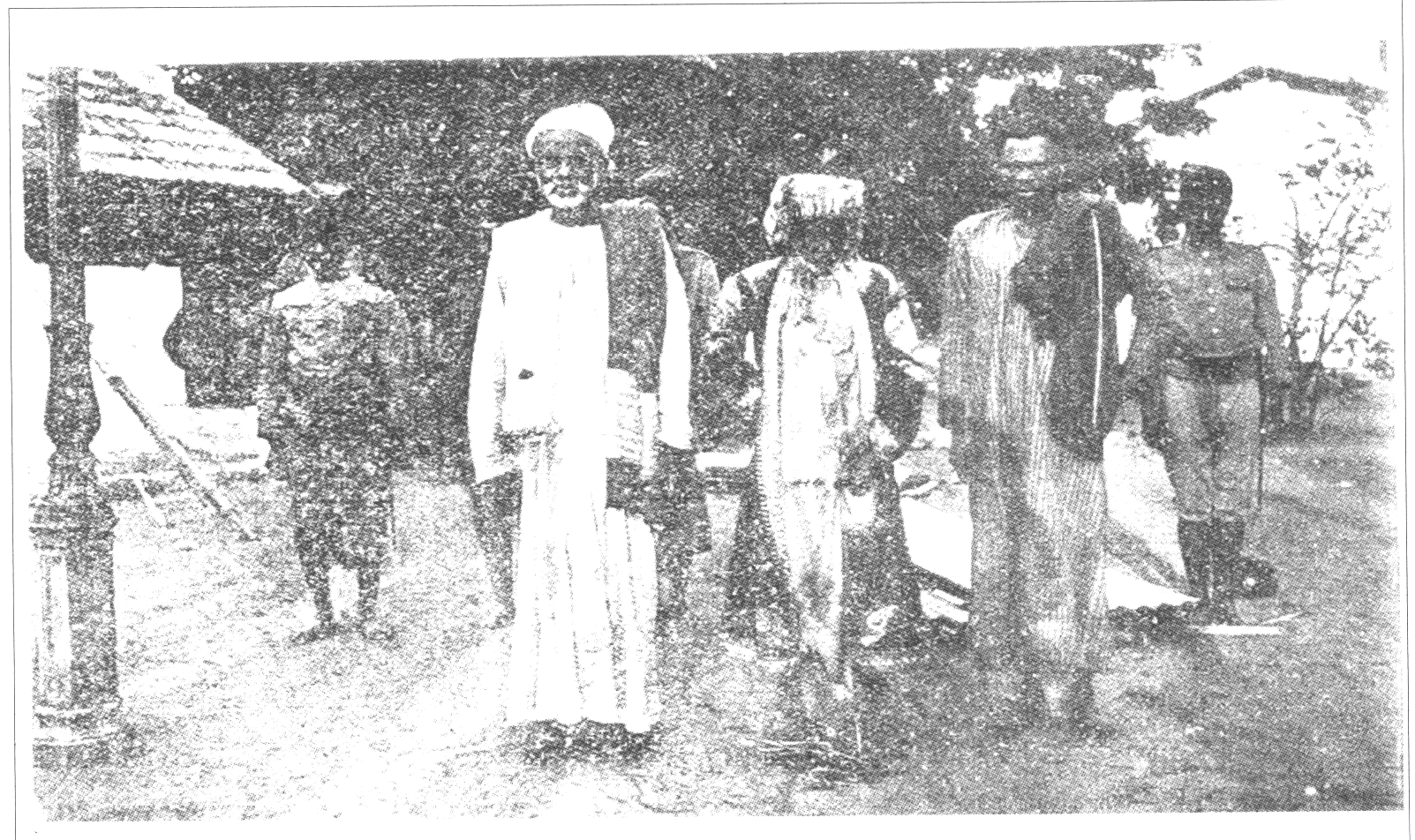
O sultão Ibrahimo de Angoche, Farelay e o régulo Cobula-Muno

Em 1890 Farelay atacou a vila portuguesa de Parapato juntamente com o régulo Muapala mas a presença do navio Tâmega no porto salvou a povoação. Quando Farelay se retirou com as suas tropas, muitos régulos prestaram obediência às autoridades portuguesas, incluíndo o xeque de Sangage, Mutucute, Inhamitade entre outros e, em face deste êxodo de apoiantes, Farelay decidiu submeter-se temporariamente e assinar uma paz com Portugal. Não obstante, não deixou de enviar tropas para combater na batalha de Mugenga contra Mouzinho de Albuquerque, durante a campanha que este gizara contra os namarrais. No seguimento disto, viajou extensivamente pela região a contactar os régulos, em 1902 foi proclamado sultão de M'luli, perto de Angoche e, comandando as populações de Boila, Marrua, M'zere, M'lay e Selege, atacou novamente Parapato.
Angoche foi conquistada entre 13 de Junho e 6 de Agosto 1910 pelas tropas de Pedro Francisco Massano de Amorim. Farelay foi capturado em Moma em meados de Agosto pelo régulo Mamuia e entregue aos portugueses, sendo depois deportado para a Guiné-Bissau, onde veio a falecer.